# مايو كيبي الغربية (إقليم)
إقليم مايو كيبي الغربية (بالفرنسية: Mayo-Kebbi Ouest)‏ هو إقليم من ضمن 23 إقليم لدولة تشاد، بلغ عدد سكانها 569,087 نسمة، عاصمته بالا، تبلغ مساحتها 14,000 كيلومتر مربع.

## التقسيمات الإدارية
- بحيرة ليري‎‎ [الإنجليزية]‏
- Mayo-Dallah [الإنجليزية]‏.